# Now for Plan A
Now For Plan A è il dodicesimo album in studio del gruppo rock canadese The Tragically Hip. Con una durata di 39:18, è l'album più breve della band. Il primo singolo dell'album, At Transformation, è stato diffuso il 18 maggio 2012. Il secondo singolo dell'album, Streets Ahead, è stato trasmesso alla radio il 24 agosto. Il 25 settembre, la band ha reso l'album disponibile per lo streaming online nella sua interezza tramite SoundCloud. L'album è stato nominato come "Rock Album of the Year" ai Juno Awards 2013.
Now For Plan A ha debuttato al terzo posto della Canadian Albums Chart. È stato il primo album della band dall'uscita di Road Apples nel 1991 a debuttare al di sotto della posizione numero due in classifica. L'album ha venduto 12.000 copie nella prima settimana, meno della metà delle vendite della prima settimana dei due album precedenti della band, We Are the Same del 2009 e World Container del 2006. Negli Stati Uniti, l'album ha debuttato al numero 129 della Billboard 200, la posizione più alta della band in quella classifica nella loro storia. L'album è stato certificato disco d'oro in Canada il 14 gennaio 2013.

## Tracce
1. At Transformation – 3:44
2. Man Machine Poem – 3:52
3. The Lookahead – 2:26
4. We Want to Be It – 3:28
5. Streets Ahead – 3:26
6. Now for Plan A – 5:07
7. The Modern Spirit – 3:21
8. About This Map – 3:47
9. Take Forever – 3:10
10. Done and Done – 2:53
11. Goodnight Attawapiskat – 4:04